# Пета прекоморска бригада НОВЈ
Пета прекоморска бригада НОВЈ формирана је септембру 1944. године у Гравини, Италија. Имала је четири батаљона са око 2,100 бораца. Убрзо је била пребачена у Југославију и стављена под команду Осмог корпуса НОВЈ. 
По доласку у Далмацију, бригада је блиско сарађивала на терену с Народноослободилачким одоборима, где је због добре организације и изузетне дисциплине бораца уживала велики углед. Бригада је била одлично наоружана са најсавременијим наоружањем које је НОВЈ добила од савезника. Штаб 19. дивизије доделио је бригади још неколико минобацача, којима је могла боље да опреми своју пратњу. Тако је бригада на терену, пре свог похода у Лику, успешно обавила неколико важних задатака и знатно растеретила остале јединице НОВЈ, које су могле су да се посвете својим војним походима или да се одморе од борби. Стога је присуство 5. прекоморске бригаде на овом подручју било веома драгоцено, а њена војна активност веома успешна.
У другој половини марта и почетком априла 1945. била је ангажована у борбама за ослобођење Лике. Дана 25. марта, заједно са 10. далматинском бригадом, напала је и ликвидирала утврђену усташку посаду у селу Билај. Заузимањем моста код Билаја, немачко-усташке снаге биле су спречене да из снажно утврђеног Госпића пошаљу помоћ у Бихаћ, током борби 8. корпуса НОВЈ за град. Бригада је 2. априла учестовала у борбама за ослобођење Госпића и околице, током чега је имала је задатак да пређе Лички Осик изврши опкољавајући маневар и продре у срез Дебело Брдо и Бачинац. Јединице НОВЈ су до 6. априла опколиле и уништиле немачко-усташки отпор у граду. Бригада је током борби за Госпић имала губитке од 160 погинулих и рањених бораца.
Половином априла била је пребачена у Словенију, где је 17. априла стављена под команду Штаба Седмог корпуса ЈА. Наредног дана учествовала је у борбама Седмог корпуса у Кочевском. Дана 19-20. априла је расформирана, а њено људство додељено је бригадама Петнаесте и Осамнаесте дивизије ЈА.